# Крайовий прогин

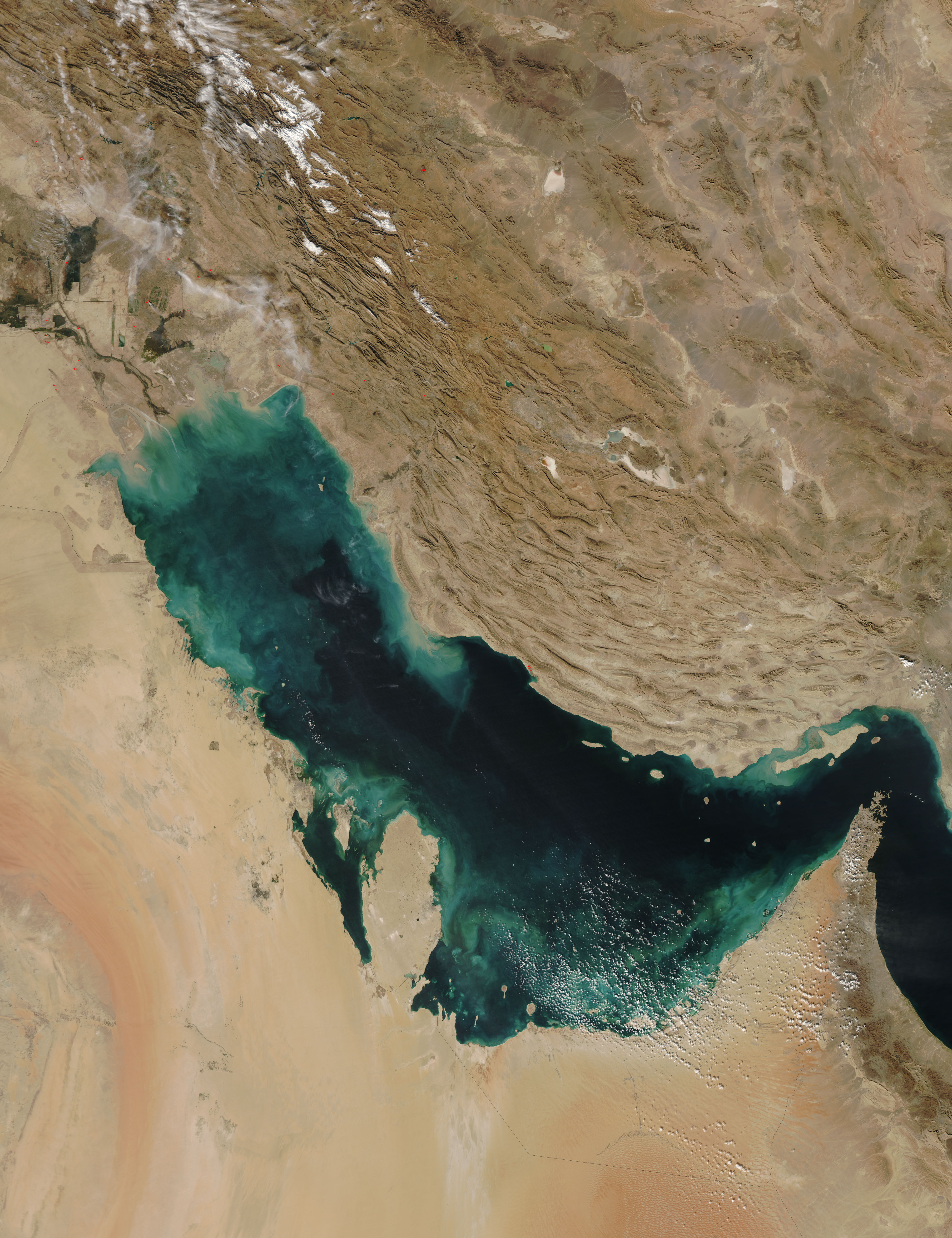
Перська затока — приклад передгірської западини гір Загросу

Крайови́й про́гин (передови́й про́гин, передгі́рський про́гин, передгірська западина), (рос. краевой прогиб,англ. foredeep; нім. Randsenke f) — глибокий прогин земної кори, що виникає на межі платформ і геосинклінальних областей в орогенний етап розвитку геосинкліналі (наприклад, Передуральський, Передкарпатський, Передгімалайський крайовий прогин).
Крайові прогини заповнені осадами моласових формацій, морських — в нижній частині, лагунних — в середній, континентальних — у верхній.
Крайові прогини побудовані різко асиметрично: їх внутрішні, звернені до складчастих гірських утворень крила інтенсивно дислоковані в лінійні, часто ускладнені насувами до осі прогину складки нерідко з проявами соляного діапіризму, а на зовнішніх, більш пологих платформних крилах звичайно спостерігаються лише склепінчасті підняття.
З крайовими прогинами пов'язані родовища вугілля, нафти, природних газів, солей.